# Messerschmitt Me P.1109
De Messerschmitt Me P.1109 is een project van de Duitse vliegtuigontwerper Messerschmitt.

## Ontwikkeling
Het projectnummer is niet meer met zekerheid vast te stellen. De documenten waren vernietigd, zwaar beschadigd en/of erg moeilijk leesbaar. Dit project was een vervolg op de Blohm & Voss BV P.202. De BV P.202 werd op 15 juni 1944 opgestart door Dr. Vogt. De Me P.1109 maakte gebruik van dezelfde vleugel als van het BV project. Er waren twee verstelbare vleugels, een onder en een boven de romp, aangebracht. De vleugels konden tijdens de vlucht worden verstel om zo de vliegeigenschappen bij geringe snelheid te verbeteren. Tegen de rompzijkanten waren twee Heinkel-Hirth He S 011 straalmotoren aangebracht

## Na de Tweede Wereldoorlog.
De gegevens van dit project werden na de oorlog waarschijnlijk gebruik voor verdere ontwikkeling. In Frankrijk werden later namelijk nog tekeningen teruggevonden. Het is nooit geheel duidelijk of dit door Messerschmitt zelf werd uitgevoerd of door een andere fabrikant.
Vooroorlogse ontwerpen:
S 7 ·
S 8 ·
S 9 ·
S 10 ·
S 13 ·
S 14 ·
S 15 ·
S 16 ·
M 17 ·
M 18 ·
M 19 ·
M 20 ·
M 21 ·
M 22 ·
M 23 ·
M 24 ·
M 25 ·
M 26 ·
M 27 ·
M 28 ·
M 29 ·
M 30 ·
M 31 ·
M 33 ·
M 35 ·
M 36 · 
M 37
Ontwerpen 1933-1945:
Bf 108 · 
Bf 109 ·
Bf 109TL ·
Bf 109Z ·
Bf 110 ·
Bf 161 ·
Bf 162 ·
Me 163 · 
Me 209 ·
Me 210 ·
Me 261 ·
Me 262 · 
Me 263 ·
Me 264 · 
Me 265 · 
Me 290 · 
Me 309 ·
Me 309Z ·
Me 321 · 
Me 323 · 
Me 328 · 
Me 334 ·
Me 410 · 
Me 509 · 
Projecten tot 1945:
P.1051 ·
P.1062 ·
P.1065 ·
P.1070 ·
P.1073 ·
P.1092 ·
P.1095 ·
P.1099 ·
P.1100 ·
P.1101 ·
P.1102 ·
P.1103 ·
P.1104 ·
P.1106 ·
P.1107 ·
P.1108 ·
P.1109 ·
P.1110 ·
P.1111 ·
P.1112
Libelle ·
Schwalbe ·
Wespe ·
P.08.01 ·
Zerstörer Project II
Overig:
C-44